# Green chord
『green chord』（グリーン・コード）は、2007年2月7日に発売するACIDMANの5作目のアルバム。

## 概要
- アルバム名の「green」は曲を作っている時に全ての曲の中に「緑」が見えたことから。「chord」はギターのコード（和音、弦）と感情（心の「琴線」）という意味。
- 曲順は夕方から夜明けへと時系列順に配置されていることに後から気づいたという。
- 前作に引き続き外部ミュージシャンが参加している。比較的穏やかな作風となっているのは「LIVE TOUR “and world”」が充実したものだったからと語っており、「精神世界」「メンタル的な部分」といったものが出ているという。
- ジャケット、インナースリーブのアートワークにボーカル・大木伸夫が参加している。初回生産限定にはスリーブケース、CD-EXTRA仕様でオールカラーブックレット付き。

## 収録曲
| 全作詞: 大木伸夫、全作曲・編曲: ACIDMAN。 |                                     |          |            |       |
| #                                         | タイトル                            | 作詞     | 作曲・編曲 | 時間  |
| 1.                                        | 「green chord (introduction)」      | 大木伸夫 | ACIDMAN    | 2:12  |
| 2.                                        | 「Returning」                       | 大木伸夫 | ACIDMAN    | 4:33  |
| 3.                                        | 「Ride the wave」                   | 大木伸夫 | ACIDMAN    | 3:39  |
| 4.                                        | 「スロウレイン」                    | 大木伸夫 | ACIDMAN    | 4:25  |
| 5.                                        | 「REAL DISTANCE」                   | 大木伸夫 | ACIDMAN    | 3:38  |
| 6.                                        | 「So Far」                          | 大木伸夫 | ACIDMAN    | 3:23  |
| 7.                                        | 「プリズムの夜」(Strings: 四家卯大) | 大木伸夫 | ACIDMAN    | 5:08  |
| 8.                                        | 「AM2:00」                          | 大木伸夫 | ACIDMAN    | 1:14  |
| 9.                                        | 「Dawn Chorus」                     | 大木伸夫 | ACIDMAN    | 2:23  |
| 10.                                       | 「千年歩行」                        | 大木伸夫 | ACIDMAN    | 4:31  |
| 11.                                       | 「懸命の銘」                        | 大木伸夫 | ACIDMAN    | 4:11  |
| 12.                                       | 「calm」                            | 大木伸夫 | ACIDMAN    | 4:27  |
| 13.                                       | 「toward」(Strings: 四家卯大)       | 大木伸夫 | ACIDMAN    | 10:35 |
| 合計時間:                                 | 合計時間:                           | 54:19    |            |       |

### 楽曲解説
1. green chord (introduction)
インスト。
2. Returning
全英語詞。レコーディングやライブ映像を合わせたPVがある。
3. Ride the wave
大木の演奏によるローズ導入曲。
この曲での「wave」は「スイワ（SUVUYA）の波」（マヤ文明の言葉で、時空を超えることの出来る波のこと）を指している。Aメロの歌詞では第4アトランティス文明について触れている。
4. スロウレイン
11thシングル。
5. REAL DISTANCE
この曲で歌われている「距離」とは、「目に見えるモノ（現実世界）と目に見えないモノたち（精神世界）の距離」とのこと。
6. So Far
大木曰く「どことも言えない世界の片隅の歌」で、何も決めずにアコースティックギターを奏でているうちに出来た曲。
7. プリズムの夜
12thシングル。ストリングスを導入している。
8. AM2:00
インスト。ACIDMANの全楽曲中、最も短い曲。
ディレクターの提案で、アルバムの中間点となる曲として製作され、タイトルも先述のアルバムの構成にちなんで中間にあたる時刻が付けられた。しかし元々は「昼のカフェで流れるような」曲として製作していたという。
9. Dawn Chorus
12thシングル『プリズムの夜』のカップリング曲。インスト。大木曰く「朝のイメージ」。
10. 千年歩行
歌詞の中に過去の楽曲（「アイソトープ」「廻る、巡る、その核へ」「今、透明か」）の歌詞を組み合わせた箇所がある。
11. 懸命の銘
大木曰く、この曲は「すごくデッカイ石に何かを刻んでいる人のイメージ」。
12. calm
この曲は「大地」をイメージして製作された。
13. toward
10分35秒の大作。「廻る、巡る、その核へ」を越え、ACIDMAN最長の曲となったが、当初は20分に及ぶ曲にする予定だったのを大幅にカットしたという。
イントロのギターフレーズが最初に作曲され、前半はネガティブに、後半に進むにつれてポジティブに転じる構成が意識され、以前から構想されていた長大な楽曲の製作に至った。大木によると、冒頭の歌詞は環境破壊を指している。
ストリングスに加えて、コーラスが多数参加している。大木は「名前は言えないが大物ミュージシャンや有名俳優が参加している」と述べており（クレジットはそれぞれニックネームで表記されている）、チャート★コバーン（スペースシャワーTV）のVJを務める木村綾子の参加が確認されている。

## 参加ミュージシャン
- プリズムの夜
四家卯大（ストリングスアレンジ）
四家卯大ストリングス（ストリングス）
- toward
四家卯大（ストリングスアレンジ）
四家卯大ストリングス（ストリングス）
ai-kana-kiyo・AOKI(UDT)・ATSUSHI・ガジ・KIVA・キム・コティー・SAKU2006(UDT)・Satsu・シロ・シンケ・SUMI・TARA・DJハーレー・ナオキ・NISHI・HAMAURA・HIROKI・MEG・MGS・ykz（合唱隊）